# Lecidea sarcogynoides
Lecidea sarcogynoides är en lavart som beskrevs av Körb. Lecidea sarcogynoides ingår i släktet Lecidea och familjen Lecideaceae.  Arten är reproducerande i Sverige. Inga underarter finns listade i Catalogue of Life.